# かじか号
かじか号（かじかごう）は、産交バス（小国営業所）がかつて運行していた熊本（熊本駅前）～杖立の快速バスである。運行開始から1999年までは中央営業所（現在の高速営業所）が担当していた。座席は座席定員制であった。
地元自治体の補助を受けながら運行してきたが、2007年3月31日限りで廃止となった。

## 沿革
- 運行開始日　未調査
- 1966年7月現在　快速2、急行2.5往復　瀬の本経由急行4（うち3は小国止）運行
  - 当時の停留所　熊本駅前～辛島町～●大劇前（通町筋）～●子飼橋（子飼本町）～大津～立野～赤水駅前～阿蘇駅前～内牧～市原～宮原中央～杖立
  - 所要時間は3時間11分、運賃は500円
  - ヘッドマークあり　カギ型の模様をバックにしたもの
- 1969年5月 - 快速2、急行2.5往復　瀬の本経由急行2（うち1は小国止）
- 1969年5月 - 快速2、急行2.5往復　瀬の本経由急行2（1往復小国止を杖立まで運行）
- 1970年5月 - 快速3、急行3往復　準急2　瀬の本経由急行2
- 1970年8月 - ワンマン化
- 1977年12月 - 快速便のみ県庁～東バイパス経由、内牧経由せず、阿蘇町役場前経由、さらに、国道212号バイパス経由に（バイパス市原～バイパス宮原～杖立）
- 1978年3月 - 大観望経由の急行便全便準急に　快速3、準急8往復、瀬の本経由急行2往復はそのまま
- 1978年5月 - 快速4往復に、他は熊本～内牧、内牧～杖立間に分割、瀬の本経由も阿蘇駅～小国間の急行1往復に
- 1979年5月 - バイパス宮原～宮原中央～杖立に　瀬の本経由阿蘇駅～小国1往復は普通バスに
- 1991年8月 - 県庁～熊本空港～バイパス大津経由に
- 1995年11月 - 3往復に
- 1999年4月 - 運行業務を九州産業交通から同社の系列子会社である産交観光バス（のちの産交バス）に移管。これまで使用していた車両も譲渡される。
- 2007年4月1日 - 快速かじか号廃止（瀬の本経由阿蘇駅～小国線も同時に廃止される）。

## 所要時間
- 熊本駅前～杖立 - 2時間23分
  - 熊本駅前～阿蘇駅前はやまびこ号を参照のこと。

## 運賃
- 熊本駅前～杖立 - 2,090円

## 停車箇所
- 熊本駅前 ― 北岡神社前 ― ニュースカイホテル前 ― 日銀前 ― 商工会議所前 ― 河原町 ― 熊本交通センター ― 通町筋 ― 味噌天神 ― 水前寺公園前 ― 熊本県庁前 ― 自衛隊前 ― 東町中央 ― 益城インター口 ― グランメッセ ― テクノリサーチパーク入口 ― 熊本空港 ― 大津駅（南口） ― 熊本文化の森 ― 立野 ― 立野病院前 ― 赤水道路口 ― 赤水駅前 ― 永草 ― 乙姫ペンション村入口 ― くま牧場前 ― 阿蘇駅前 ― 阿蘇温泉入口 ― 阿蘇町役場前 ― 大観峰 ― バイパス市原 ― 関田 ― バイパス宮原 ― ゆうステーション ― 小国産交前 ― 下城 ― 梁瀬 ― 杖立
  - 日銀前は杖立方面のみ、商工会議所前・河原町は熊本方面のみ停車

## 使用していた車両
運行開始当初から長きに渡り一般路線バスモデルベースとした観光タイプの大型標準床トップドア車が使用されていたが、一時期はかつてリニューアル前のやまびこ号で使用されていた中型トップドア車が一部便で使われていた事もあった。その後、1990年代後半からは以前おおあそ号などで使用された高速路線向けトイレ付きのハイデッカー車両が使用されるようになる。1999年に九州産交本体から路線が移管されると同時にこれまで使われていた車両もそのまま譲渡される（移籍後車内トイレは閉鎖された）。その後、車両経年化により元貸切車のハイデッカー車両に代替されるが、末期は小国所属の一般路線用中型トップドア車での運行も多くみられた。

## 廃止後のアクセス方法
当路線廃止後、両市町を結ぶ直通手段が無いため、熊本方面から小国・杖立方面に向かう場合は大分線（やまびこ号）または九州横断バスを利用した上で阿蘇駅前にて杖立行きの普通バスに乗り換える。
また、熊本から小国郷へ唯一乗り入れている九州横断バスの黒川温泉にて下車、ゆうステーション方面へ向かう普通バスもしくは小国郷循環バスに乗り換える事も可能である。